# Infografia

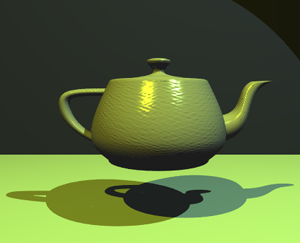
La tetera de Utah un objecte de referència de la infografia

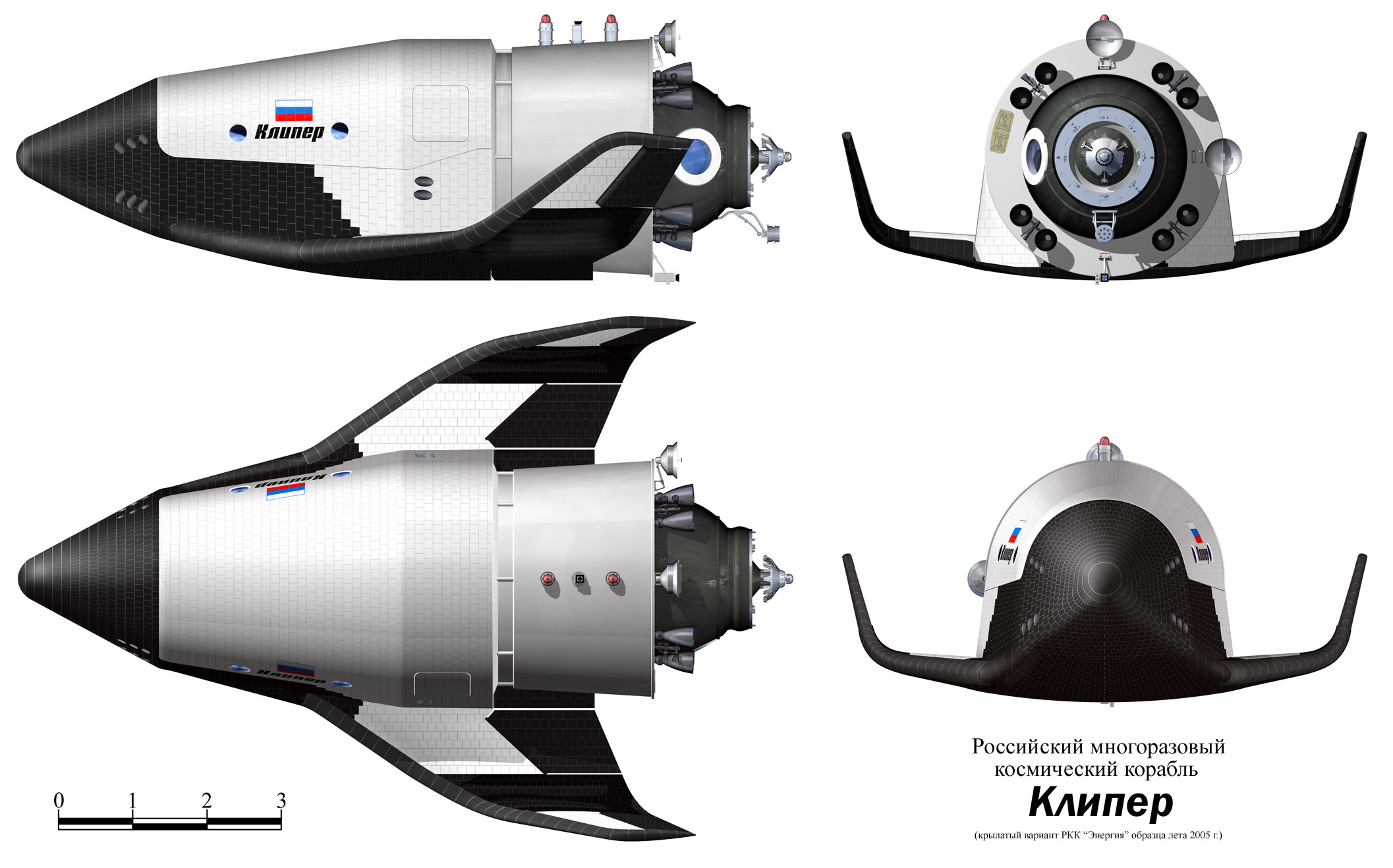
Infografia del transbordador espacial Kliper

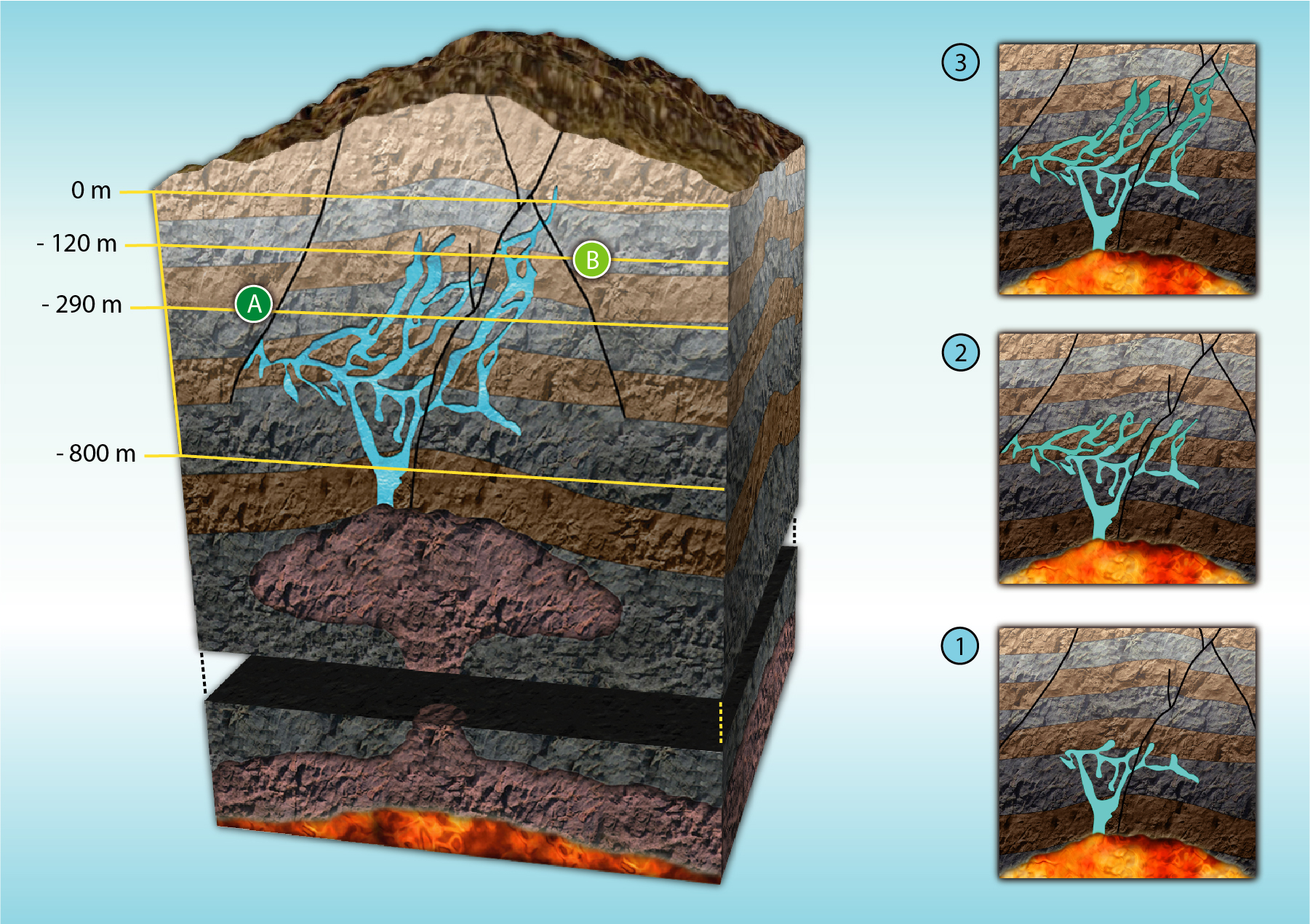
Infografia d'una mina

Infografia de línia de temps sobre Paul Renner

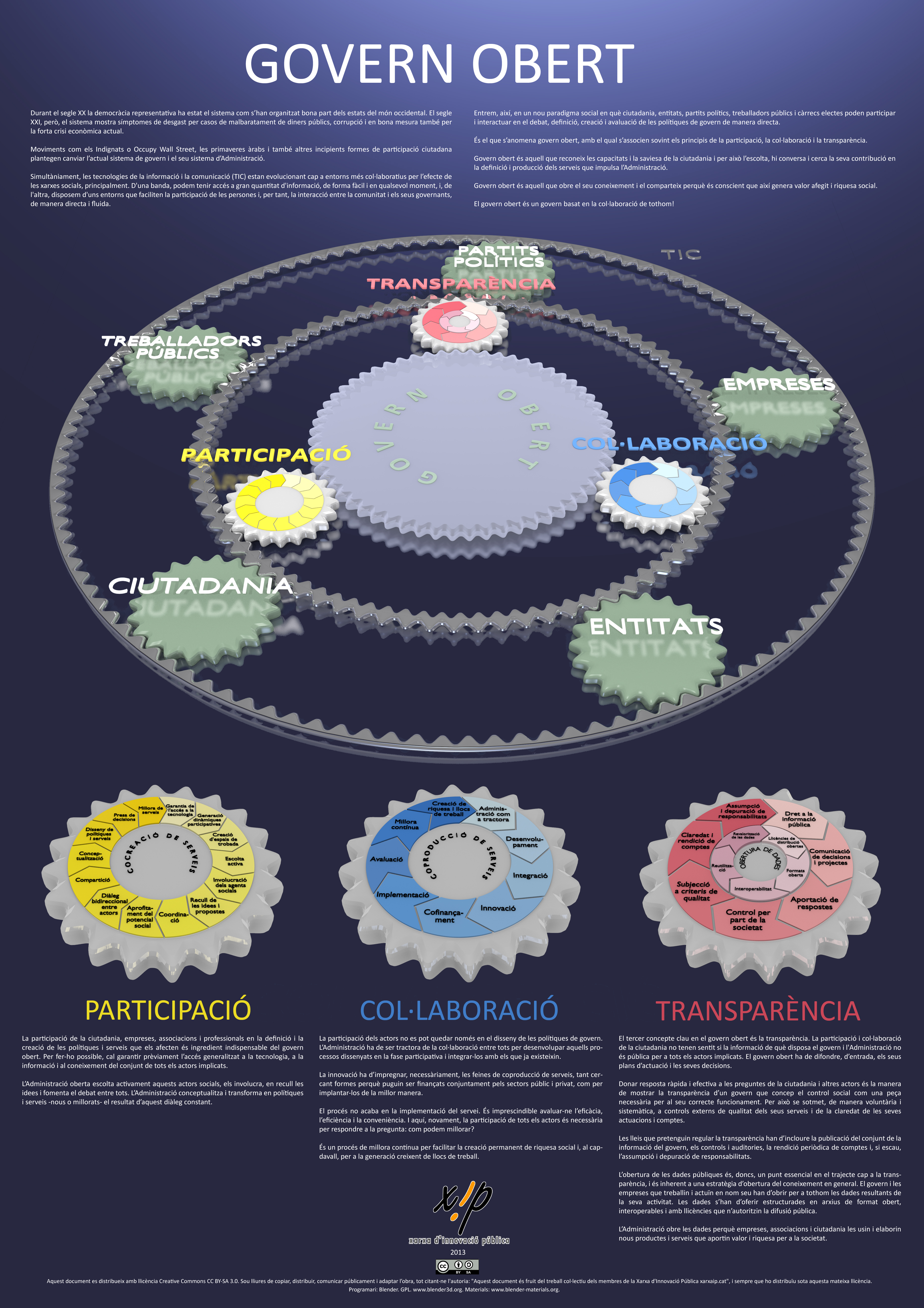
Infografia sobre Govern Obert en format de pòster

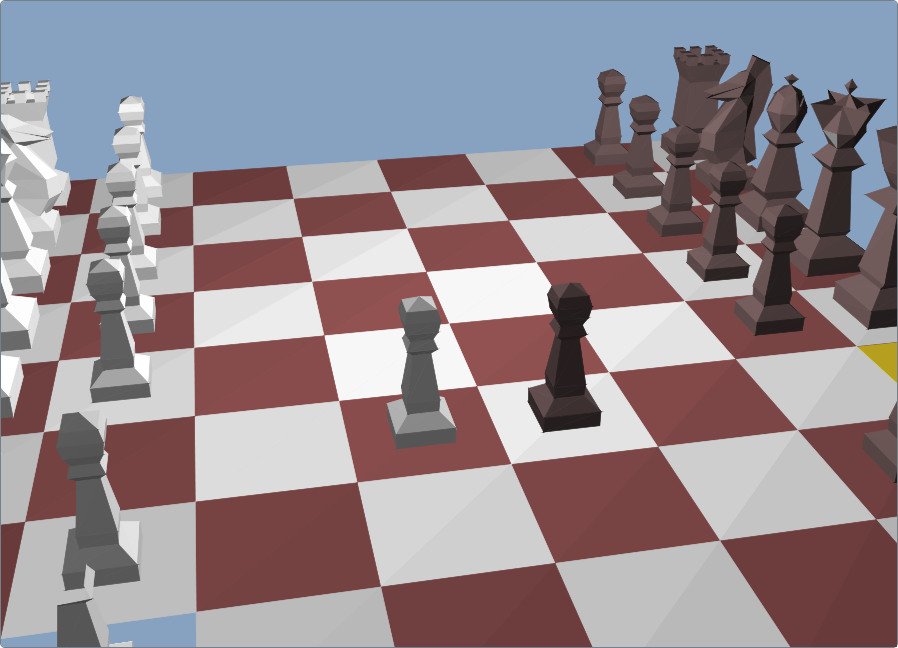
Representació d'una partida d'escacs

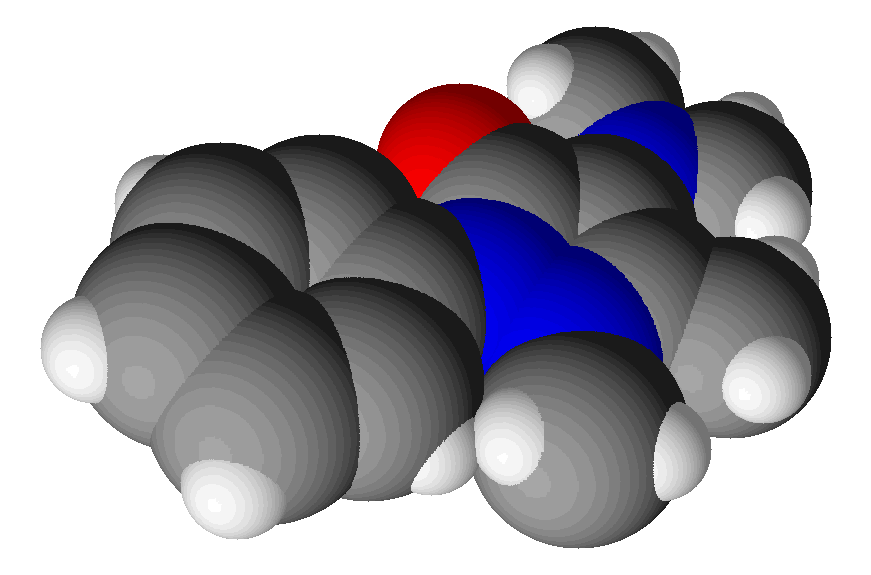
Representació de l'estructura tridimensional de l'aminofenazona

La infografia és la tècnica de creació i tractament d'imatges digitals utilitzant ordinadors i eines informàtiques. En general, defineix el conjunt de tècniques que serveixen per a produir aquelles creacions realitzades en un entorn tridimensional virtual que es genera mitjançant programari especialitzat dins d'un ordinador; també s'aplica al programari que permet fer-les realitat.

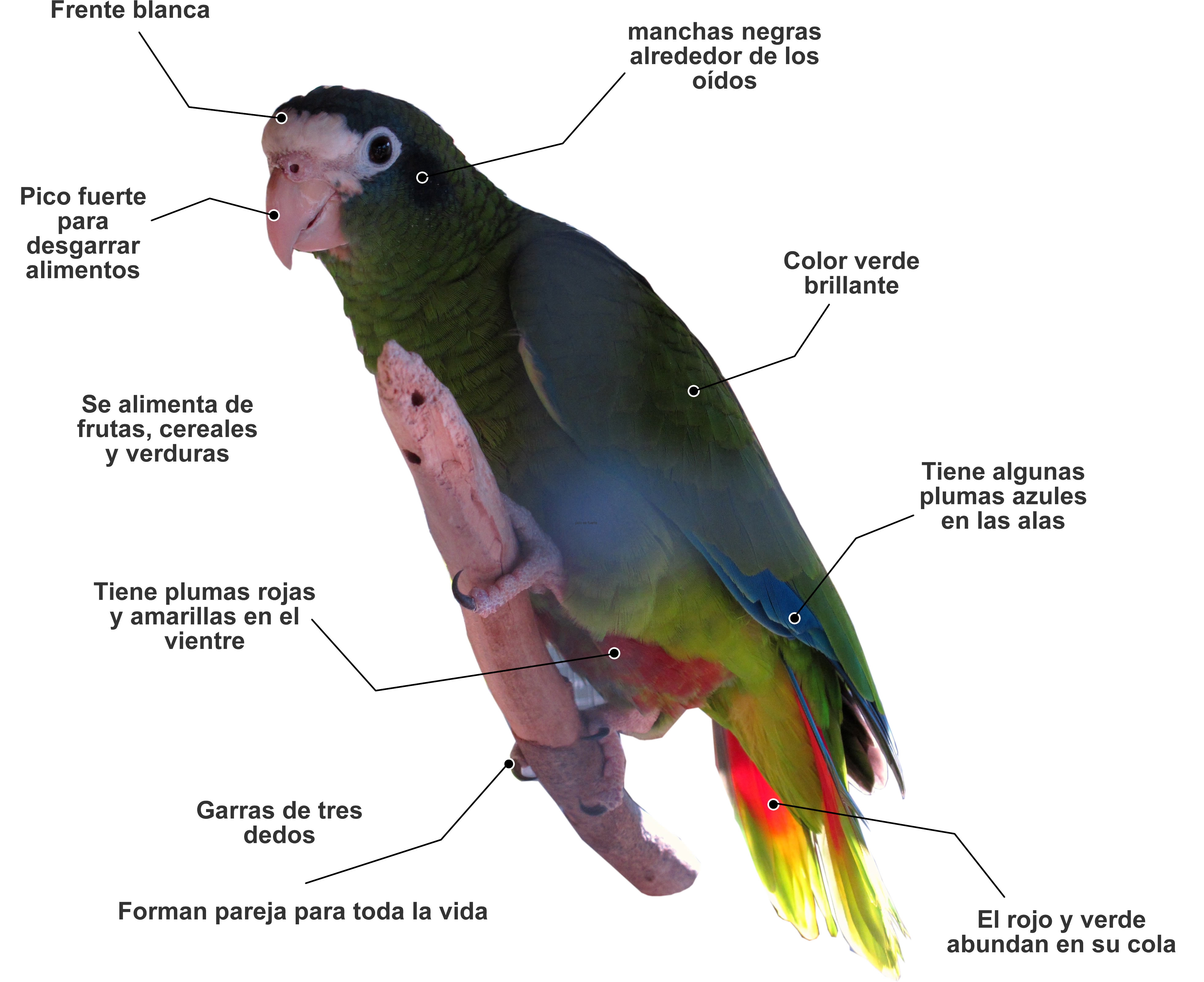
Infografia sobre l’Amazona ventralis

Infografia sobre els resultats de les eleccions estatals de 1936

El terme infografia és usual per a referir-se a les informacions iconogràfiques, acompanyades de breus texts de suport o explicacions textuals, en la premsa diària i de periodicitat diversa; però també són infografies totes aquelles produccions iconogràfiques, esquemes detallats, i altres iconografies amb categoria d'il·lustracions gràfiques que, acompanyades de texts ad hoc, contribueixen a descriure, comprendre o fer entendre millor allò del que s'informa, ja sigui en suport paper, informaticodigital o altres modalitats de publicació i materials: plafons, cartells, tendals, etc. Les infografies poden estar realitzades en color, en escala de grisos o en blanc i negre, i poden ser de mides variades.
Abans de l'aparició del programari informàtic d'edició iconogràfica, es parlava d'il·lustració tècnica, i a partir del boom de la informàtica, la conjunció dels mots "informàtica", "informació", "grafia" i "iconografia", segons el parer d'alguns, va proporcionar el terme "infografia", encara que ja existia amb anterioritat; l'auge de les tecnologies informàtiques adreçades a l'edició d'informació iconogràfica han fet que el mot infografia hagi esdevingut molt utilitzat. Popularment s'anomena "3D", per l'aparença tridimensional i el treball en perspectiva, en contraposició al 2D (o bidimensional) de la majoria de tècniques gràfiques i animacions prèvies a l'aparició de la infografia per ordinador.
Els professionals de la infografia són coneguts com a infògrafs o infografistes, i es tracta d'una especialització en les arts gràfiques, inclosos el disseny gràfic i la il·lustració gràfica, però també en el disseny i il·lustracions artístiques i en animació en general (des de cinema, televisió i videojocs, fins a publicitat i Internet). Aquesta tècnica també s'empra per a construir les maquetes virtuals que s'empren en medicina, en arquitectura i en disseny industrial, entre d'altres.

## Gràfics 2D
Hi ha dos acostaments a la gràfica 2D: vector i gràfics ràster. La gràfica de vector emmagatzema dades geomètriques precises, topologia i estil com posicions de coordenada de punts, les unions entre punts (per a formar línies o trajectes) i el color, el gruix i possible farcit de les formes. La major part dels sistemes de vectors gràfics també poden usar primitives geomètriques de manera estàndard com cercles, rectangles, etc. En la major part de casos una imatge de vectors ha de ser convertida a una imatge de trama o ràster per ser vista.
Els gràfics de trames o ràster (anomenats comunament mapa de bits) és una reixeta bidimensional uniforme de píxels. Cada píxel té un valor específic com ara brillantor, transparència en color o una combinació d'aquests valors. Una imatge de trama té una resolució finita d'un nombre específic de files i columnes. Les demostracions d'ordinador estàndards mostren una imatge de trama de resolucions com 1.280 (columnes) x 1.024 (files) píxels. Actualment, sovint es combina la trama i els gràfics vectoritzats en formats d'arxiu compostos (pdf, swf, svg).

## Evolució de la infografia

### Infografia moderna. Era preinformacional

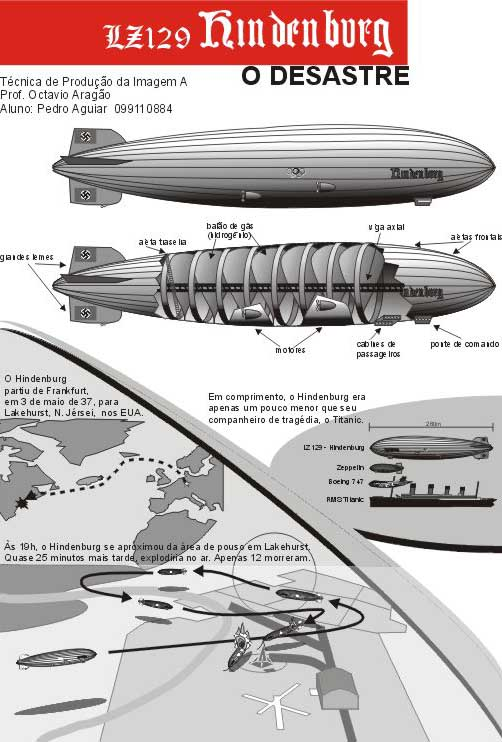
Infografia sobre el desastre del Hindenburg

Infografia sobre les eleccions de febrer de 1936 amb les revisions i anul·lacions

En la segona meitat del segle XX existeixen centelleigs de la utilització (dimensions) de gràfics en premsa. La revista teutona Der Spiegel ja en els anys cinquanta comença a emprar icones i gràfics estadístics, saltant-se la rigidesa de les normes de composició de l'època. Alguns d'ells són sorprenents i destaquen com a intent de treballar amb gràfics més elaborats. En aquest sentit, The New York Times prendrà el seu relleu el 1965 amb la senzilla però eficaç representació de les òrbites espacials, o la introducció el 1976 de gràfics de barres per a enquestes electorals (el 1980 també realitzarà mapes). Tanmateix, això encara són intents senzills i inicials.

### Era informàtica
La informàtica va desembarcar en un moment concret que va afavorir les aspiracions d'Espanya, actual líder en qualitat i innovació en les infografies per ordinador.
Neix l'autoedició. Apareixen els primers ordinadors amb certs dots de processador de textos. El Macintosh d'Apple (1986) permetia veure gràfics, encara que de forma molt rudimentària i limitada.

## La infografia en el periodisme
La infografia té una importància notòria en qualsevol mitjà de comunicació. Entre altres aspectes, ha d'ocupar un paper destacat de servei al lector. Ha de resumir el més essencial, ampliar la informació o substituir el text. No ha de competir amb l'article, la història o la fotografia. En conjunt han d'oferir la millor informació. Pel que fa al contingut periodístic, la infografia ha de respondre com el cos de text a les famoses 5W (qui, com, què, quan i per què i on) i, a més, ha de mostrar aspectes visuals.

### 8 característiques de la infografia en el periodisme
1. Que doni significat a una informació plena i independent.
2. Que proporcioni informació d'actualitat suficient.
3. Que permeti comprendre el succés esdevingut.
4. Que contingui informació escrita amb formes tipogràfiques.
5. Que contingui elements icònics precisos.
6. Que pugui tenir capacitat informativa suficient i sobrada per tenir entitat pròpia o que realitzi funcions de síntesi o complement de la informació escrita.
7. Que proporcioni certa sensació estètica, no imprescindible.
8. Que no contingui errades o faltes de concordança.

## Per a més informació
- Heiner Benking (1981–1988) Requisite inquiry and time-line: computer graphics-infographics http://benking.de/infographics/ see there: Computer Graphics in the Environmental Sector – Possibilities and Limitations of Data-visualisation this citation in chapter 3: technical possibilities and human potentials and capacities, "a picture is more than 10.000 words", and "10.000 miles equal 10.000 books".
- Sullivan, Peter. (1987) Newspaper Graphics. IFRA, Darmstadt.
- Jacques Bertin (1983). Semiology of Graphics. Madison, WI: University of Wisconsin Press. Translation by William Berg of Semiologie Graphique. Paris: Mouton/Gauthier-Villars, 1967.
- William S. Cleveland (1985). The Elements of Graphing Data. Summit, NJ: Hobart Press. ISBN 978-1-58465-512-1
- Heiner Benking (1993), Visual Access Strategies for Multi-Dimensional Objects and Issues / "Our View of Life is too Flat", WFSF, Turku, FAW Report TR-93019
- William S. Cleveland (1993). Visualizing Data. Summit, NJ: Hobart Press. ISBN 978-0-9634884-0-4
- Sullivan, Peter. (1993) Information Graphics in Colour. IFRA, Darmstadt.
- John Emerson (2008). Visualizing Information for Advocacy: An Introduction to Information Design. New York: OSI.
- Paul Lewi (2006). "Speaking of Graphics".
- Thomas L. Hankins (1999). "Blood, dirt, and nomograms: A particular history of graphs". In: Isis, 90:50–80.
- Robert L. Harris (1999). Information Graphics: A Comprehensive Illustrated Reference. Oxford University Press.
- Eric K. Meyer (1997). Designing Infographics. Hayden Books.
- Edward R. Tufte (1983). The Visual Display of Quantitative Information. Edition, Cheshire, CT: Graphics Press.
- Edward R. Tufte (1990). Envisioning Information. Cheshire, CT: Graphics Press.
- Edward R. Tufte (1997). Visual Explanations: Images and Quantities, Evidence and Narrative. Cheshire,
- Edward R. Tufte (2006). Beautiful Evidence. Cheshire. CT: Graphics Press.
- John Wilder Tukey (1977). Exploratory Data Analysis. Addison-Wesley.
- Veszelszki, Ágnes (2014). Information visualization: Infographics from a linguistic point of view. In: Benedek, András − Nyíri, Kristóf (eds.): The Power of the Image Series Visual Learning, vol. 4. Frankfurt: Peter Lang, pp. 99−109.
- Sandra Rendgen, Julius Wiedemann (2012). Information Graphics. Taschen Publishing. ISBN 978-3-8365-2879-5
- Jason Lankow, Josh Ritchie, Ross Crooks (2012). Infographics: The Power of Visual Storytelling. Wiley. ISBN 978-1-118-31404-3